# Bürgschaft auf erste Anforderung
Die Bürgschaft auf erste Anforderung ist eine seit 1979 in Deutschland anerkannte Sonderform der Bürgschaft. Sie hat sich in der Praxis aufgrund der Vertragsfreiheit des Schuldrechts etabliert und ist nicht gesetzlich geregelt, sondern wurde durch die Rechtsprechung des BGH entwickelt.

## Abgrenzung zur selbstschuldnerischen Bürgschaft
Die selbstschuldnerische Bürgschaft ist der Normalfall in der Praxis. Bei ihr verzichtet der Bürge auf die Einrede der Vorausklage, er haftet mithin bedingungslos wie der Hauptschuldner (§ 773 Abs. 1 Nr. 1 BGB). Mit der Einrede der Vorausklage kann der Bürge eine Inanspruchnahme durch den Bürgschaftsgläubiger zunächst abwehren. Der Bürgschaftsgläubiger muss nämlich nachweisen, dass er erfolglos versucht hat, seinen gesicherten Anspruch beim Hauptschuldner durch Zwangsvollstreckung in dessen Vermögen durchzusetzen. Erst bei einem nachgewiesenen erfolglosen Vollstreckungsversuch muss der Bürge zahlen (§ 771 BGB).
Das ist bei der Bürgschaft „auf erstes Anfordern“ (englisch on first demand) anders. Sie bildet nach der Rechtsprechung des BGH kein Sicherungsmittel eigener Art, sondern stellt lediglich eine den Gläubiger besonders privilegierende Form der Bürgschaftsverpflichtung dar. Der Sinn und Zweck einer Bürgschaft „auf erstes Anfordern“ liegt darin, dem Gläubiger innerhalb kürzester Zeit liquide Mittel zu verschaffen. Dem Bürgen verbleiben nur sehr wenige Möglichkeiten, eine Inanspruchnahme seitens des Bürgschaftsgläubigers zu verhindern; die Einrede der Vorausklage steht ihm jedenfalls nicht zu.

## Inhalt
Die Bürgschaft „auf erstes Anfordern“ dient der schnellen Durchsetzung der von ihr gesicherten Ansprüche. Damit sie diese Funktion erfüllen kann, müssen die Anspruchsvoraussetzungen weitgehend formalisiert und die Einredemöglichkeiten (insbesondere die Einrede der Anfechtbarkeit nach § 770 Abs. 1 BGB) stark eingeschränkt oder gar ausgeschlossen sein. Aus diesen Gründen sind für die Feststellung, welche Forderungen die Bürgschaft „auf erstes Anfordern“ sichert, grundsätzlich nur solche Umstände beachtlich, die sich aus der Bürgschaft selbst und den Urkunden ergeben, auf die sie sich bezieht. Unstreitige oder durch dem Gericht vorliegende Urkunden belegte Tatsachen dürfen dabei ergänzend berücksichtigt werden. Wird eine Zahlung des Bürgen „auf erstes Anfordern“ vereinbart, so hat der Bürge eine besonders risikoreiche Haftung mit garantie-ähnlichem Umfang übernommen. Die Akzessorietät zur Hauptforderung ist allerdings nicht aufgehoben, sondern lediglich gelockert.
Rechtstechnisch kann die Thematik der Einreden und Einwendungen durch Vereinbarung einer Beweislastumkehr bis hin zu einem Verzicht behandelt werden.

## Inanspruchnahme
Soll der Bürge aus seiner Bürgschaft „auf erstes Anfordern“ auf Zahlung in Anspruch genommen werden, muss der sog. Bürgschaftsfall eingetreten sein. Hierbei wird zwischen dem materiellen und formellen Bürgschaftsfall unterschieden. Grundsätzlich gilt jedoch für den Bürgen die Devise „erst zahlen, dann prozessieren“.

### Formeller Bürgschaftsfall
Der Bürgschaftsgläubiger muss hierbei nachweisen, dass die in der Bürgschaftsurkunde vorgeschriebenen Voraussetzungen für eine Inanspruchnahme des Bürgen erfüllt sind. Der Bürgschaftsgläubiger muss lediglich das behaupten, was Zahlungsbedingung der Bürgschaft war. Der formelle Bürgschaftsfall liegt nicht vor, wenn
- die Bürgschaft leicht erkennbar eine andere Forderung sichert oder
- im Rahmen des Einwands der unzulässigen Rechtsausübung (§ 242 BGB) es offensichtlich bzw. „liquide beweisbar“ ist, dass der materielle Bürgschaftsfall nicht eingetreten ist.

### Materieller Bürgschaftsfall
Hier muss der Bürgschaftsgläubiger bei der Bürgschaft mit Einrederechten zunächst neben dem Bestehen der Bürgschaft auch die Schlüssigkeit der Hauptforderung (Anspruch gegen den Hauptschuldner) begründen und substantiieren. Das ist bei der Bürgschaft „auf erstes Anfordern“ indes nicht der Fall. Der Bürge braucht nur im Falle des Rechtsmissbrauchs nicht zu zahlen. Dieser liegt vor, wenn liquide beweisbar ist, dass der materielle Bürgschaftsfall nicht eingetreten ist. Aus den vorgenannten BGH-Urteilen lässt sich der allgemeine Grundsatz ableiten, dass der Gläubiger durch die Bürgschaft „auf erstes Anfordern“ in die Lage versetzt werden soll, den Streit über den materiellen Bürgschaftsfall „im Geld“ (also nach Zahlung durch den Bürgen) zu führen. Wenn trotz Vorliegens der formellen Bürgschaftsvoraussetzungen der materielle Bürgschaftsfall nicht eingetreten ist und „liquide“ Beweise nicht vorliegen, muss der Bürge zahlen.

## Rückforderungsprozess
Bei der Bürgschaft „auf erstes Anfordern“ muss der Bürge zwar ohne Rücksicht auf die Frage des Bestehens der verbürgten Hauptforderung an den Gläubiger leisten, kann jedoch anschließend im Falle des Nichtbestehens der Hauptforderung seine Zahlung wegen ungerechtfertigter Bereicherung zurückverlangen. In diesem Prozess sind alle Streitfragen über die Existenz der Hauptschuld, über etwaige Bürgschaftsfristen oder über die nachträglich entfallene Bürgschaftshaftung auszutragen. Die Rechtsprechung hat jedoch darüber hinaus Streitigkeiten um Einzelpunkte der Bürgschaftsverpflichtung, etwa die Fragen, ob oder bis wann die Bürgschaft zeitlich begrenzt ist oder ob die Voraussetzungen der Einstandspflicht nachträglich entfallen sind, ebenfalls grundsätzlich in den Rückforderungsprozess verwiesen.
Das Risiko der Durchsetzung bzw. Insolvenz trägt damit der Bürge. Er kann dieses Risiko auf den Hauptschuldner durch Rückgriff verlagern, weil durch Inanspruchnahme die Forderung auf ihn übergeht. Der Bürge „auf erstes Anfordern“ übernimmt daher auch die Gefahr, eine zu Unrecht erfolgte Inanspruchnahme später vom Gläubiger wegen dessen Insolvenz nicht mehr zurückzuerhalten.
Dem Zweck einer Bürgschaft „auf erstes Anfordern“ widerspräche es, wenn die schnelle Durchsetzung der Bürgschaftsforderung in allen Fällen mit dem Einwand des Rechtsmissbrauchs verhindert werden könnte, in denen eine vom Gläubiger zu beweisende Tatsache nicht sofort („liquide“) geklärt werden kann. Wer eine Bürgschaft „auf erstes Anfordern“ erteilt hat, kann die erbrachte Zahlung nur zurückfordern, wenn und soweit der Gläubiger nach materiellem Bürgschaftsrecht (§§ 765 ff. BGB) keinen Anspruch auf die erhaltene Leistung hat.

## Unwirksamkeit
Gerade wegen der veränderten Risikoverteilung ist die Vereinbarung einer Bürgschaft "auf erstes Anfordern" insbesondere im Rahmen von Allgemeinen Geschäftsbedingungen (AGB) grundsätzlich unwirksam. Die Sicherungsrechte des Auftraggebers werden über sein anerkennenswertes Interesse hinaus unangemessen weit ausgedehnt.

### AGB
Im Rahmen von Allgemeinen Geschäftsbedingungen sind derartige Vereinbarungen unwirksam. Eine geltungserhaltende Reduktion von Formularklauseln auf ihren zulässigen Teil kommt – wie auch sonst bei AGB in der Regel – auch bei einer Bürgschaft auf erstes Anfordern nicht in Betracht (vgl. § 306 BGB).

### Individualvertragliche Vereinbarungen
Individualvertragliche Vereinbarungen liegen vor, wenn die Regelung tatsächlich zur Disposition der verbürgenden Vertragspartei stand. In diesem Fall ist die Vereinbarung grundsätzlich möglich. Denn dann wird angenommen, dass die Interessen des Bürgen angemessen berücksichtigt wurden. Dieser Weg ist aber gefährlich. Es darf nicht der Eindruck erweckt werden, dass die neue Rechtsprechung des BGH umgangen werden soll.

## Bankenaufsichtsrechtliche Anerkennung
Ein großer Teil der Bürgschaften auf erste Anforderung dient als Kreditsicherheit bei Kreditinstituten. Diese gewähren Kredite an dritte Kreditnehmer auf der Grundlage der Kreditwürdigkeit des Bürgen.

### Allgemeines
Kreditsicherheiten gelten seit Januar 2014 bankenaufsichtsrechtlich als Kreditrisikominderungstechniken. Werden Kreditsicherheiten durch die in allen EU-Mitgliedstaaten geltende Kapitaladäquanzverordnung (englische Abkürzung CRR) als Kreditrisikominderungstechniken anerkannt, führen sie bei Kreditinstituten gegenüber Blankokrediten zu einer geringeren Unterlegung durch Eigenkapital. Das hat zur Folge, dass besicherte Kredite mit einem günstigeren Kreditzins gewährt werden können.
Die Kapitaladäquanzverordnung stellt in Art. 194 CRR Grundsätze für die aufsichtsrechtliche Anerkennung von Kreditrisikominderungstechniken auf, wonach Kreditsicherheiten insbesondere in allen Rechtsordnungen rechtswirksam (englisch valid) und durchsetzbar (englisch enforcable) sein müssen, ausreichend liquide, im Zeitablauf wertstabil und bei einem Kreditereignis zeitnah verwertbar sein müssen. Die positive Korrelation zwischen den Sicherheiten und der Kreditnehmerbonität darf nicht sehr hoch sein (Art. 194 Abs. 4 CRR). Unterschieden wird zwischen Kreditrisikominderungstechniken „mit Sicherheitsleistung“ (Realsicherheiten; Art. 4 Abs. 1 Nr. 58 CRR) und „ohne Sicherheitsleistung“ (Personalsicherheiten; Art. 203 CRR).

### Garantien/Bürgschaften
Demnach gehören Garantien und Bürgschaften als Gewährleistungen zu den Personalsicherheiten. Zwecks Anerkennung haben Bürgschaften bestimmte Bedingungen zu erfüllen. Art. 213 CRR verlangt unmittelbare Garantien/Bürgschaften, nach Art. 214 Abs. 1 CRR sind bestimmte Rückbürgschaften anerkannt. Bei Rückbürgschaften von Staaten und anderen öffentlichen Stellen dürfen die besicherten Forderungen wie Forderungen an den Staat behandelt werden. Art. 215 CRR schreibt vor, dass bei Ausfall des Kreditnehmers der Sicherungsgeber (Garant/Bürge) uneingeschränkt in Anspruch genommen werden kann und kein Vorbehalt vorhanden sein darf, nach dem das Institut den geschuldeten Betrag zunächst beim Kreditnehmer einfordern muss. Dieses Kriterium ist bei Bürgschaften auf erste Anforderung erfüllt. Gemäß Art. 183 Abs. 1c CRR muss sie schriftlich erteilt sein, darf vom Sicherungsgeber nicht widerrufen werden können und Vermögenswerte des Sicherungsgebers müssen durch ein vollstreckbares Urteil pfändbar sein. Für anerkannte Sicherungsgeber gelten nach Art. 183 Abs. 1b CRR dieselben Regeln wie für Schuldner (Art. 171, 172 und 173 CRR), so dass deshalb die wirtschaftlichen Verhältnisse des haftenden Sicherungsgebers im Rahmen einer Kreditwürdigkeitsprüfung genauso zu prüfen sind wie die des Kreditnehmers. Zur Vermeidung positiver Korrelationen dürfen Sicherungsgeber weder konzernmäßig mit dem Kreditnehmer (englisch cross-garanties) noch mit dem Kreditinstitut verbunden sein.